# Down Colorful Hill
| Recensione     | Giudizio       |
| -------------- | -------------- |
| Piero Scaruffi |                |
| OndaRock       | Pietra Miliare |

(Ritornello di 24)
Down Colorful Hill è l'album di debutto della band statunitense Red House Painters pubblicato nel 1992 dall'etichetta indipendente 4AD.

## Tracce
Mark Kozelek, che figura anche come produttore, è l'autore di tutti i brani e di tutti i testi, caratterizzati da un'atmosfera cupa e intimista.
1. 24 – 6:47
2. Medicine Bottle – 9:49
3. Down Colorful Hill – 10:51
4. Japanese to English – 4:42
5. Lord Kill the Pain – 6:03
6. Michael – 5:23